# Аникеевский (Волгоградская область)
Аникеевский — упразднённый хутор в Новоаннинском районе Волгоградской области России. Входил в состав Филоновского сельского поселения. Упразднён в 2002 году.

## География
Располагался в северо-западной части области, в лесостепи, в пределах Хопёрско-Бузулукской равнины, являющейся южным окончанием Окско-Донской низменности, на левом берегу реки Бузулук, у южного берега озера Сороковое, на расстоянии примерно 2 км по прямой к северо-востоку от хутора Саломатин.

## История
Постановлением Волгоградской областной думы от 10 октября 2002 года № 12/460 хутор исключен из учётных данных.

## Население
Согласно результатам переписи 2002 года на хуторе отсутствовало постоянное население